# Sabor (Fluss)
Der Sabor (portugiesisch Rio Sabor) ist ein Fluss in der Region Nord Portugals, der zur Gänze durch den Distrikt Bragança fließt. Er entspringt einige Kilometer nördlich der Stadt Bragança, fließt zunächst in südlicher, später in südwestlicher Richtung und mündet schließlich etwa vier Kilometer westlich der Kleinstadt Torre de Moncorvo in den Douro.
Am Unterlauf des Sabor wurde in den 2010er Jahren der Kraftwerkskomplex Baixo Sabor, bestehend aus zwei Staustufen, errichtet.